# Michael Kelly (chanteur)
Pour les articles homonymes, voir Michael Kelly.
Michael Kelly, souvent appelé O’Kelly ou Ochelli sur le continent, né à Dublin le 25 décembre 1762 ou le 12 août 1762 et mort à Margate le 9 octobre 1826, est un chanteur d’opéra et compositeur irlandais. 
Ce ténor était célébré pour chanter à pleine voix dans le haut de sa tessiture au lieu d'utiliser le falsetto ou la voix mixte comme le faisaient en général les ténors britanniques de son temps. Certains louèrent sa « puissance étonnante » et l'étendue de sa tessiture.
Il eut des professeurs prestigieux : Michael Arne, qui lui enseigna le pianoforte, et le castrat Venanzio Rauzzini qui lui donna des cours de chant lors de son passage à Dublin. En 1779, suivant les conseils de ce dernier, Kelly partit en Italie parfaire sa formation : à Naples, il suivit l’enseignement de Finaroli, puis, durant l'été 1780, du grand castrat Giuseppe Aprile.
Il fait ses débuts scéniques en mai 1777 dans le rôle du comte de La Buona Figliola de Niccolò Piccinni au Fishamble Street Theatre à Dublin. Durant son périple italien entre 1779 et 1782, il se produisit dans divers opéras et au concert avant d'être engagé à Vienne, dans la troupe d'opéra italien souhaitée par Joseph II qui venait de recruter Francesco Benucci et Nancy Storace (dont il était très ami). 
À Vienne, parmi ses titres de gloire, Kelly créa les deux rôles de Basilio et Don Curzio dans Les Noces de Figaro de Mozart. Très sociable, le ténor fréquenta Mozart, Joseph Haydn et Christoph Willibald Gluck dont il interpréta les opéras Iphigénie en Tauride et Alceste.
Il quitta Vienne en février 1787 et fut engagé au Théâtre de Drury Lane où il débuta le 20 avril 1787 en Lionel dans Lionel and Clarissa. À partir de 1789, il se produisit aussi dans un répertoire d'opéra italien au King’s Theatre. Il fut aussi engagé dans de nombreux opéras de province, dans divers festivals et au concert comme ceux, prestigieux, de l'Academy of Ancient Music, ceux du Concerts of Ancient Music, et le grand festival Haendel annuel de l'abbaye de Westminster.
Sa carrière ne se cantonna pas au chant car il devient manager du King's Theatre dès la saison 1793-1794 en compagnie de son ami Stephen Storace. Il gardera ce poste administratif durant presque 31 ans. Dès 1797, il devint directeur musical du Théâtre de Drury Lane.
La goutte le fit beaucoup souffrir durant ses toutes dernières années, limitant ses activités. Il fut inhumé à l'église St. Paul, Covent Garden.

## Famille
Il était le fils de Thomas Kelly, maître de cérémonie suppléant du château de Dublin et marchand de vin, et qui fut aussi sans doute musicien professionnel. Sa nièce Frances Maria Kelly (1790–1882) dit Fanny Kelly fut une actrice et chanteuse comique tout autant appréciée que lui.
Il resta célibataire, vivant maritalement avec la soprano Anna Maria Crouch (en) qui partageait la scène avec lui : ils chantèrent souvent le "couple noble" dans les opéras anglais qu'ils interprétaient. Ils firent connaissance en 1787, mais ne purent se marier car Anna Maria Crouch n'était pas libre.

## Autres activités professionnelles
Kelly commença à composer en 1797 pour le Théâtre de Drury Lane. On lui doit une soixantaine d’œuvres : musique de scène, opéras, ballets, cantates. Son opéra Blue Beard resta 26 ans au répertoire. Ses principaux opéras sont :  A Friend in Need (1797), Blue Beard (1797), The Captive of Spielberg (1798), Of Age Tomorrow (1800) et The Wood Demon (1807). 
Il fut également directeur de théâtre et éditeur de musique dès 1802, mais son Music Saloon fit faillite en 1811 en raison de sa mauvaise gestion. Il était également négociant en vins, ce qui avait poussé son ami Richard Brinsley Sheridan à se moquer de lui en affirmant qu'il aurait dû mettre comme enseigne sur sa boutique : "Michael Kelly, compositeur de vins et importateur de musique", car les contemporains affirmaient parfois que ses compositions n'étaient pas très originales.
Il publia un livre de mémoires : Reminiscences of Michael Kelly, of the King's Theatre, and Theatre Royal, Drury Lane : including a period of nearly half a century, with original anecdotes of many distinguished persons, political, literary, and musical. Elles furent écrites en collaboration avec le dramaturge Theodore Hook, Michael Kelly se plaignit ensuite que ce dernier avait laissé de côté certaines des anecdotes les plus intéressantes.

## Michael Kelly dans la littérature
Naomi Jacob a romancé la vie de Michael Kelly dans The Irish Boy, a Romantic Biography  paru en 1955.

## Source
BLANCHARD, Roger, CANDE, Roland de, Dieux et Divas de l’Opéra, t. 1, Plon  1986.
GIRDHAM, Jane, "Kelly, Michael (1762–1826)" dans Oxford Dictionary of National Biography, Oxford University Press, 2004.
KING, A. H., "Kelly, Michael" dans  The new Grove dictionary of opera (1992)